# Kleine hoefijzerworm
De kleine hoefijzerworm (Phoronis hippocrepia) is een soort hoefijzerworm (Phoronida). De wetenschappelijke naam van de soort werd in 1856 voor het eerst geldig gepubliceerd door T.S. Wright.

## Beschrijving
De kleine hoefijzerworm leeft in een uitgescheiden vliezige, cilindrische buis. Individuen hebben een diameter van 0,3-1,5 mm en kunnen tot 10 cm hoog worden, hoewel ze in het algemeen slechts 4 cm bereiken. Het lichaam is cilindrisch en langwerpig met een slanke stam (metasoom) en een bolvormig achterste (ampulla). Tentakels (terminale lofoforen) komen volledig voor op het 'kop'-gebied, 50-150 stuks. De tentakels zijn 2-3 mm lang en zijn gerangschikt in de vorm van een hoefijzer. Individuele wormen zijn doorschijnend wit groenachtig grijs, geelachtig of vlezig van kleur.

## Verspreidingsgebied
De kleine hoefijzerworm komt wijdverspreid voor, waaronder Hawaï, de westkust van Panama, Mexico, Brazilië, Frankrijk, België, Duitsland, Zweden, Italië en Zuid-Afrika. In Nederland komt hij o.a. voor in de Grevelingen en Oosterschelde.

## Larve
De larve van de kleine hoefijzerworm wordt in de wetenschappelijke literatuur ook wel als aparte soort beschreven onder de naam Actinotrocha hippocrepia.

## Synoniemen
- Phoronis caespitosa Cori, 1889
- Phoronis capensis Gilchrist, 1907
- Phoronis gracilis van Beneden, 1858
- Phoronis kowaleswkii Benham, 1889